# Dave Molyneux
Dave Molyneux (* 21. November 1963 in Douglas, Isle of Man) ist ein britischer Motorradrennfahrer und -konstrukteur. Er fährt überwiegend Straßenrennen.

## Leben
Molyneux, geboren auf der Isle of Man, kam schon früh mit dem Rennsport der Isle of Man TT in Berührung, da sein Vater John Molyneux ebenfalls ein erfolgreicher Seitenwagen-Pilot war.
Außer als aktiver Rennfahrer trat er auch als Konstrukteur von Rennseitenwagen und Renngespannen mit seiner Firma DMR (Dave Molyneux Racing) in Erscheinung. Auf den Eigenkonstruktionen – von 1998 bis 2007 auf Honda-Basis, danach verwendete er kurz Motorräder von Suzuki als Grundlage, um dann bis heute Kawasaki als Basis zu verwenden – fuhr er auch die meisten seiner Siege ein.
Auch andere Rennfahrer wie der zehnfache TT-Sieger Rob Fisher oder der fünffache TT-Sieger Nick Crowe verwendeten DMR-Modelle. Zum 100-jährigen Jubiläum 2007 wurde Molyneux mit einer 100-Pence-Briefmarke der Britischen Post geehrt.

## Karriere
Im Jahr 1985 trat Molineux zum ersten Mal bei der Isle of Man TT an. Seitdem nahm er fast an jedem der jährlichen Rennen teil und fuhr dabei 17 Siege ein. Damit ist er der erfolgreichste Gespannfahrer der TT und in der ewigen Bestenliste der dritterfolgreichste Teilnehmer. Weiterhin stellt er mehrere Geschwindigkeitsrekorde für Gespanne auf dem Snaefell Mountain Course auf. Für Aufsehen sorgte ein Unfall bei Höchstgeschwindigkeit, den er weitgehend unverletzt überlebte. Außer an dem Rennen auf seiner Heimatinsel nahm Molyneux nur sehr vereinzelt an Rennveranstaltungen teil.

## Isle-of-Man-TT-Siege

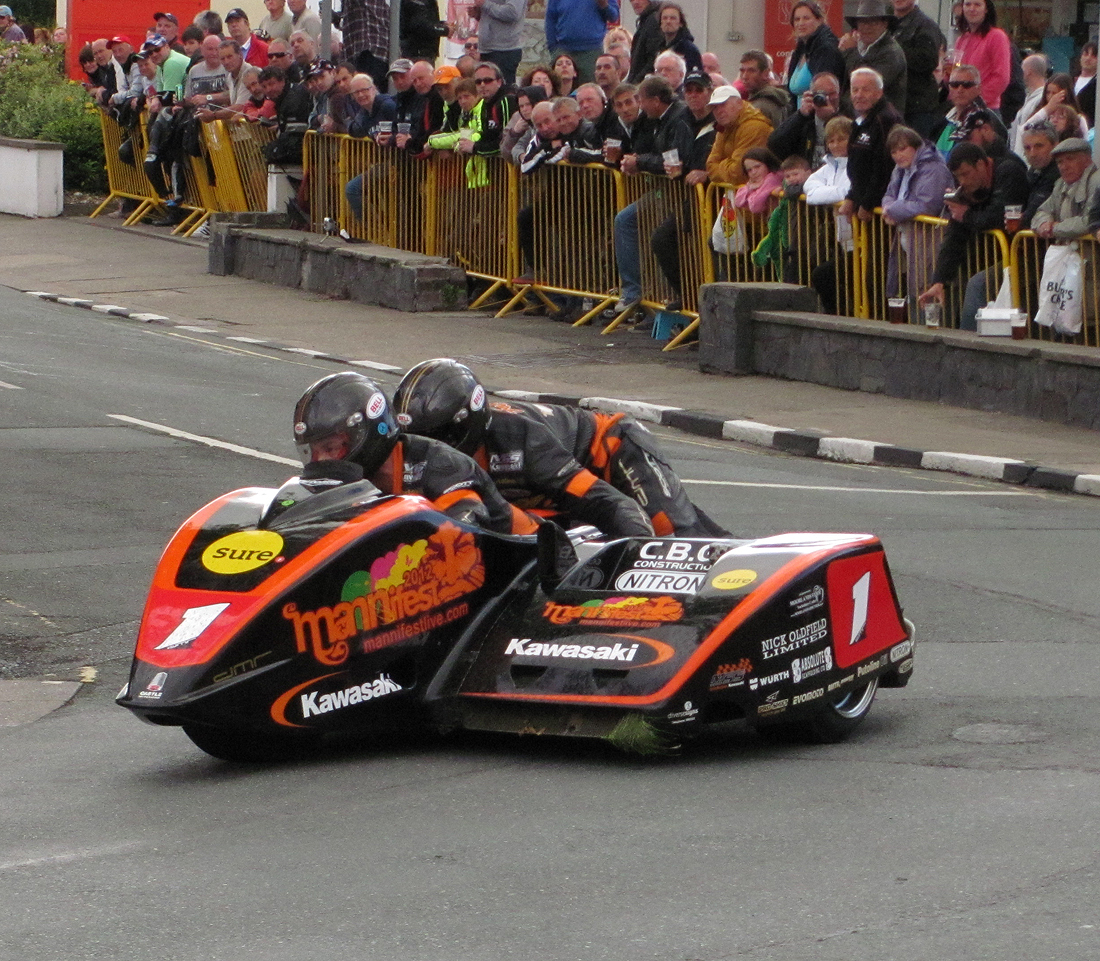
Molyneux im Jahr 2012

| Jahr | Klasse            | Maschine        | Durchschnittsgeschwindigkeit |
| ---- | ----------------- | --------------- | ---------------------------- |
| 1989 | Gespanne Rennen A | Bregazzi-Yamaha | 168,27 km/h                  |
| 1993 | Gespanne Rennen A | Yamaha          | 166,29 km/h                  |
| 1993 | Gespanne Rennen B | Yamaha          | 166,02 km/h                  |
| 1996 | Gespanne Rennen A | DMR             | 176,72 km/h                  |
| 1996 | Gespanne Rennen B | DMR             | 177,48 km/h                  |
| 1998 | Gespanne Rennen B | DMR-Honda       | 171,43 km/h                  |
| 1999 | Gespanne Rennen B | DMR-Honda       | 180,09 km/h                  |
| 2003 | Gespanne Rennen B | DMR-Honda       | 169,66 km/h                  |
| 2004 | Gespanne Rennen A | DMR-Honda       | 179,17 km/h                  |
| 2004 | Gespanne Rennen B | DMR-Honda       | 178,96 km/h                  |
| 2005 | Gespanne Rennen B | DMR-Honda       | 184,92 km/h                  |
| 2007 | Gespanne Rennen A | DMR-Honda       | 179,71 km/h                  |
| 2007 | Gespanne Rennen B | DMR-Honda       | 183,23 km/h                  |
| 2009 | Gespanne Rennen A | DMR-Suzuki      | 183,23 km/h                  |
| 2012 | Gespanne Rennen A | DMR-Kawasaki    | 181,94 km/h                  |
| 2012 | Gespanne Rennen B | DMR-Kawasaki    | 181,97 km/h                  |
| 2014 | Gespanne Rennen B | DMR-Kawasaki    | 183,07 km/h                  |

## Verweise